# Prostitución en Egipto
La prostitución en Egipto es ilegal. La Policía Nacional Egipcia combate oficialmente la prostitución pero, al igual que otros países, la prostitución sigue existiendo en el país. ONUSIDA estima que hay 23 000 prostitutas en el país, incluyendo a egipcias, europeas orientales, y provenientes de otras nacionalidades.

## Historia

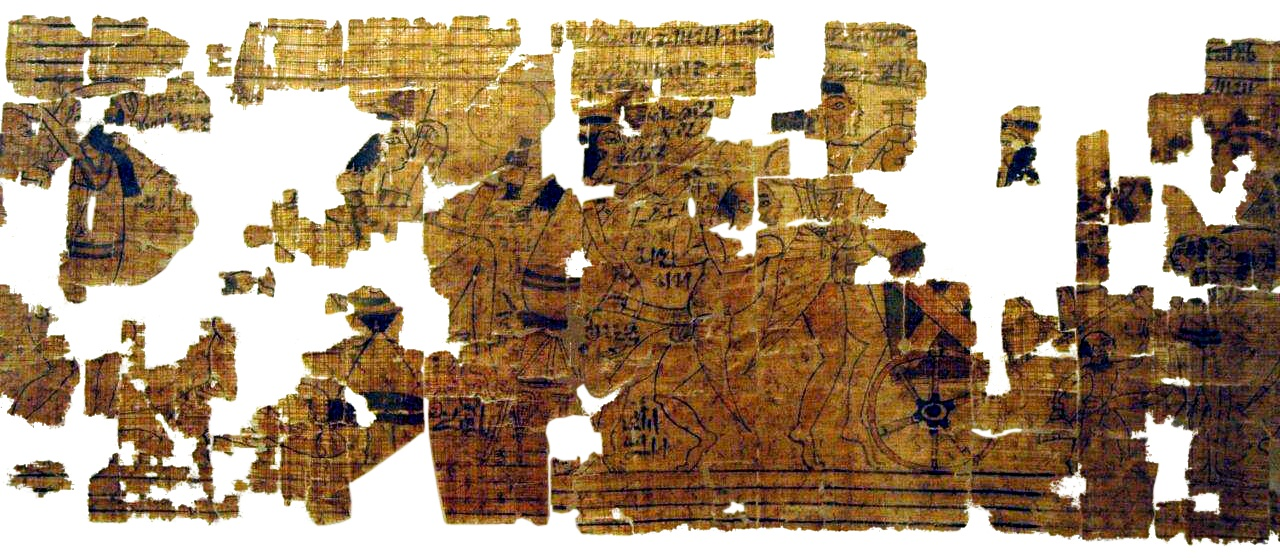
Papiro erótico y satírico de Turin, Donde se puede Apreciar Escenas de Sexo con supuestas prostitutas, Der el-Medina, Reino Nuevo, Dinastía XX, Egipto (1186 - 1070 aC). Artículo C.2031 del Museo de Turín.

### Antiguo Egipto
Las prostitutas en el Antiguo Egipto fueron respetadas e incluso considerada sagradas, ya que las primeras instituciones en donde floreció la prostitución, fueron en los templos de los Dioses. El dios Amón se entregó a la actividad sexual con muchas mujeres bajo un aspecto religioso. Las familias a menudo solían regalar a sus hijas más bellas a los sacerdotes de su templo. Tan pronto como crecían para el gusto de los sacerdotes, se les ordenaba que dejaran el templo. Muchas de ellas practicaron la prostitución, hasta que contrajeron matrimonio.
Algunas de las prostitutas llevaban vestidos de rejilla azules, con lozas de fayenza, tenían los labios pintados de rojo, y poseían tatuajes en sus senos o muslos.

### Ocupación romana
Al igual que el resto del Imperio romano, la prostitución estuvo regularizada. Las prostitutas debían de estar registradas, y debían de pagar un impuesto derivado a su labor.

### Período medieval
La prostitución fue generalmente tolerada y gravada durante la Edad Media, debido a que los gobernantes consideraban que por más que restringían su práctica, no la iban a eliminar, añadiendo además que los impuestos tributarios se perderían.
Sin embargo, hubo períodos en el que la prostitución fue penalizada, luego de que los gobernantes fuesen presionados por los clérigos musulmanes.

### Mandato otomano
Durante el dominio del Imperio otomano, la regulación e impuesto de la prostitución siguió en curso. Durante el siglo XVII, se habían instalado dos gremios de prostitutas.

### Ocupación francesa
La prostitución tuvo un incremento durante invasión francesa de Egipto en 1798. Esto se debió a que los franceses trajeron prostitutas desde Europa. Las enfermedades de transmisión sexual se extendieron rápidamente a través de los burdeles, y esto llevó a las autoridades francesas a introducir una ley que prohibía a las tropas francesas a ingresar a los burdeles, o tener prostitutas en sus habitaciones. Quién infringía la ley recibía la pena de muerte.

### Mandato de Muhammad Ali
En 1834 Muhammad Ali Pasha proscribió la prostitución y el baile público femenino en El Cairo. Las prostitutas y bailarinas fueron enviadas al Alto Egipto, especialmente hacia Quena, Esna y Asuán. En 1837, la medida se extendió por todo Egipto.
El artículo 240 del Código Penal Mixto de 1867 establece: Si un proxeneta incite a hombres y mujeres menores de 21 años a prácticas malvadas que inducen a la violación, será castigado con un período de prisión que no sea inferior a un mes no mayor a un año. El artículo 241 eleva la condena si la ofensa es cometida por el padre, madre o tutor del o la menor.
Tras la abolición de la esclavitud en 1877, muchas esclavas recurrieron a la prostitución para poder sobrevivir.

### Ocupación británica

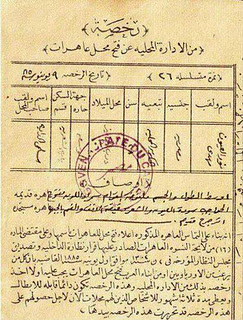
Licencia de prostitución emitida por la municipalidad de El Cairo, 1885.

Después de la ocupación británica de 1882, las autoridades estuvieron preocupadas por las enfermedades dentro de sus tropas. Realizaron disposiciones legales para regular la prostitución e introdujeron un sistema de atención sanitaria. En julio de 1885, el Ministerio del Interior egipcio introdujo regulaciones para la inspección sanitaria de las prostitutas. En 1896, se introdujeron nuevas regulaciones para la gestión de los burdeles.
Durante la Primera Guerra Mundial, los soldados australianos establecidos en Egipto, incluyendo el famoso francotirador chino-australiano Bill Sing, habían sido los principales clientes para las prostitutas egipcias, en los burdeles y barrios rojos locales. Los altos precios que pedían las prostitutas hicieron que el barrio rojo de Wasser se convirtiera en el escenario de un gran disturbio entre soldados australianos y neozelandeses en el Viernes Santo de 1915. El ejército australiano organizó el tratamiento médico para varias enfermedades venéreas entre sus tropas en Port Said y El Cairo.
En 1932, un decreto del gabinete abolió las licencias de la prostitución, y dio paso a la creación de la 'Policía de la Moral Pública'.
Un nuevo código penal fue introducido en 1937, e incluyó una sección que castigaban a los hombres que obtenían ganancias por medio de prostitutas.
En 1949, la Orden Militar N° 76, emitió la abolición de los burdeles.
En 1951, ingresó la ley N° 68, en la que sancionaba:
- Actos de prostitución, si son realizados habitualmente
- Actos de prostitución realizados ya sea por hombres o mujeres (El término 'prostitución' fue usado en relación con las mujeres, mientras que los hombres se usaba el término 'libertinaje')
- Actos que inciten a otras personas a participar en la prostituir
- Comercio internacional de prostitutas (tráfico de esclavas blancas)
- La provisión de vivienda u otros locales en donde pueda llevarse a cabo la prostitución.
- Toda publicidad relacionada con la prostitución, ya sea de forma abierta o sutil

## Sistema de prostitución
El sistema de prostitución en Egipto usualmente depende del proxenetismo, a pesar de que las mujeres también pueden trabajar de forma independiente. Los proxenetas egipcios organizan el trabajo de un grupo de prostitutas y reciben un porcentaje de sus ingresos. Este sistema es principalmente utilizado en El Cairo, Alejandría y otras grandes ciudades del país.

## Nikah mut‘ah
El Nikah mut‘ah consiste en un matrimonio temporal permitido bajo la Ley Islámica Chiita. Este 'matrimonio' puede durar desde una hora hasta un año. A veces se utiliza para eludir las leyes de prostitución.

### Matrimonios de verano
Los hombres adinerados de los estados del Golfo, suelen realizar sus vacaciones de verano en Egipto. Mientras están allí, suelen llevar a una novia joven y temporal (a menudo es una menor de edad), en lo que se denomina matrimonio de verano. Los matrimonios son realizados a través de un agente matrimonial, y los padres de la joven reciben regalos y dinero como 'dote'. El matrimonio finaliza cuando el hombre regresa a su propio país.

## Prostitución en la economía
Como la prostitución es ilegal en Egipto, no se pagan impuestos. La ley establece que las personas que practican adulterio, serán sancionados con 6 meses de cárcel. En los casos de prostitución, la sanción se eleva a 3 años de cárcel.

## Tráfico sexual
Egipto es un país de origen, tránsito y destino para mujeres y niños sometidos al tráfico sexual. Los niños egipcios son vulnerables ante esta trata. Individuos provenientes del Golfo Pérsico, incluyendo Arabia Saudita, Emiratos Árabes Unidos y Kuwait suelen comprar mujeres y niñas para matrimonios 'temporales' o 'de verano', con fines comerciales, incluyendo casos de tráfico sexual; estos arreglos son a menudo facilitados por los padres de la víctima y por agentes matrimoniales, quienes benefician la transacción. El tráfico sexual infantil ocurre principalmente en El Cairo, Alejandría y Luxor.
Las mujeres y niñas, incluyendo refugiados e inmigrantes, provenientes de Asia, África Subsahariana y del Medio Oriente, son víctimas del tráfico sexual en Egipto. Los refugiados sirios asentados en el país, han sido los más vulnerables ante toda clase de abusos y explotación, incluyendo el tráfico sexual, y los matrimonio transaccionales de niñas —que puede conducir a la explotación y tráfico sexual de estos.
La Oficina de Monitoreo y Combate al Tráfico de Personas del Departamento de Estado de los Estados Unidos, posicionó a Egipto como una país de 'Nivel 2'.